# 임포
임포(林逋, 967∼1028)는 송대(宋代) 초기에 활동한 은일 시인이다. 자는 군복(君復)이며, 967년 지금의 항저우(杭州)에서 태어났고 1028년 세상을 떠났다.
은일 시인이기에 그의 행적에 대한 자료는 그다지 많지 않으며, 혹 기록이 있다고 하더라도 소략하다. 지방지에 해당하는 ≪함순임안지(咸淳臨安志)≫에 기록된 ＜임포전(林逋傳)＞, 명대의 판본 ≪임화정 선생 시집(林和靖先生詩集)≫에서 송인(宋人) 상세창(桑世昌)이 쓴 ＜임포전(林逋傳)＞ 그리고 ≪송사(宋史)·은일전(隱逸傳)≫에 임포에 대한 간략한 기록이 있다. 이러한 자료를 통해 정리하면, 임포는 일찍 부모님을 여의어 가난하고 고아로 자랐지만 어린 시절 학문에 힘써 박학다식했다. 또한 그는 가난한 생활 속에서도 자부심을 가지고 오만한 성격이었으며, 또한 세속적인 영리를 추구하지 않았다. 청소년 시절 집을 떠나 강회(江淮)와 중원(中原) 일대를 여행했으며, 40세 전후에 다시 고향으로 돌아와 서호(西湖)의 고산(孤山) 아래에 은거해 결혼하지 않고 혼자 살면서 줄곧 그곳을 떠나지 않았다. 청소년 시절의 여행에 대한 기록은 거의 없지만 그의 시가를 통해 일부 상황은 알 수 있다. 이 시기에 그는 여느 지식인과 마찬가지로 세상에 쓸모가 있는 사람으로 자임하며 이상을 품고 있었다. 그러나 오만함과 협기, 굽힐 줄 모르는 성격 때문에 그 이상은 실현하기 어려웠다. 이 시기에 그는 많은 인물들과 폭넓은 교유 관계를 맺었지만, 이들 역시 대부분 권문세가가 아니라 풍류를 즐기는 평범한 인물이나 실의한 관리 그리고 불도(佛道)의 인물들이었다. 이러한 청소년 시기의 경험으로 더더욱 세상의 명예를 경시하는 성격을 가지게 되었으며, 자신만의 고매한 인격과 사상이 형성되었다. 그런 결과의 하나가 바로 이상 실현을 위해 권문세가를 찾아다니며 추천을 바라지 않았다는 점이다. 그러나 그가 통치 집단에 대해 분개하거나 비판하는 의견을 가진 것은 아니었다. 즉, 그가 은거한 이유는 세상에 대한 반감은 아니며, 세상의 번다한 일을 싫어하고 고상한 품성을 추구했기 때문이다. 이러한 사상에서 은일 생활을 시작한 임포는 서호(西湖)의 고산(孤山)에 은거한 후 20여 년 동안 이곳을 떠나지 않았다. 그는 이곳에서 결혼도 하지 않으며 시를 짓고 매화와 학을 기르며 살았는데, 이 때문에 ‘매화를 아내로, 학을 자녀로 한 시인[梅妻鶴子]’으로 현재까지 이름이 전한다. 은거한 후에 그의 고매한 품성이 오히려 널리 전해져 많은 인물들이 그를 찾아왔다. 그중 황제인 진종(眞宗)이 곡식을 하사하고 관리를 시켜 안부를 물은 일이 있어 그의 이름은 더욱 널리 알려지게 되었다. 또한 임포에 관한 기록이 있는 문헌들을 보면 새로운 측면이 보이는데, 예들 들면 그는 시를 잘 지어 명성을 얻었을 뿐만 아니라 서예와 그림에도 조예가 깊었다.